# Clerodendrum bethuneanum
Clerodendrum bethuneanum là một loài thực vật có hoa trong họ Hoa môi. Loài này được H.Low mô tả khoa học đầu tiên năm 1848.